# AEW Women's Tag Team Cup Tournament
AEW Women's Tag Team Cup Tournament: The Deadly Draw fue un torneo especial, promovido por la empresa estadounidense de lucha libre profesional, All Elite Wrestling exclusivamente para la división femenino. Las 16 mujeres deben dibujar un color aleatorio con los colores a juego convirtiéndose en un equipo; Todas las selecciones son finales. Este concepto es similar al torneo BattleBowl de World Championship Wrestling, donde los equipos fueron sorteados al azar en una "Lethal Lottery".
El torneo comenzó el 3 de agosto de 2020 a las 7 p. m. ET en el canal de YouTube.

## Producción
El 22 de julio de 2020 durante la emisión de Dynamite, AEW anunció un torneo femenino por equipos que consta de ocho equipos; comenzando ese verano.

## Resultados
|  | Cuartos de finales 3 y 10 de agosto | Cuartos de finales 3 y 10 de agosto           | Cuartos de finales 3 y 10 de agosto |                        |                       | Semifinales 17 de agosto | Semifinales 17 de agosto | Semifinales 17 de agosto |  |                       | Final 22 de agosto    | Final 22 de agosto | Final 22 de agosto |  |
|  |                                     |                                               |                                     |                        |                       |                          |                          |                          |  |                       |                       |                    |                    |  |
|  |                                     |                                               |                                     |                        |                       |                          |                          |                          |  |                       |                       |                    |                    |  |
|  | 1                                   | Mel y Penelope Ford                           | 9:05                                |                        |                       |                          |                          |                          |  |                       |                       |                    |                    |  |
|  | 1                                   | Mel y Penelope Ford                           | 9:05                                |                        |                       |                          |                          |                          |  |                       |                       |                    |                    |  |
|  | 8                                   | The Nightmare Sisters (Allie & Brandi Rhodes) | Pin                                 |                        |                       |                          |                          |                          |  |                       |                       |                    |                    |  |
|  | 8                                   | The Nightmare Sisters (Allie & Brandi Rhodes) | Pin                                 |                        | The Nightmare Sisters | The Nightmare Sisters    | Pin                      |                          |  |                       |                       |                    |                    |  |
|  |                                     |                                               |                                     |                        | The Nightmare Sisters | The Nightmare Sisters    | Pin                      |                          |  |                       |                       |                    |                    |  |
|  |                                     |                                               | Big Swole y Lil' Swole              | Big Swole y Lil' Swole | 8:25                  |                          |                          |                          |  |                       |                       |                    |                    |  |
|  | 5                                   | Big Swole y Lil' Swole                        | Big Swole y Lil' Swole              | Big Swole y Lil' Swole | 8:25                  | Pin                      |                          |                          |  |                       |                       |                    |                    |  |
|  | 5                                   | Big Swole y Lil' Swole                        |                                     |                        |                       |                          |                          |                          |  |                       |                       |                    |                    |  |
|  | 4                                   | Leva Bates y Rache Chanel                     | 8:55                                |                        |                       |                          |                          |                          |  |                       |                       |                    |                    |  |
|  | 4                                   | Leva Bates y Rache Chanel                     | 8:55                                |                        |                       |                          |                          |                          |  | The Nightmare Sisters | The Nightmare Sisters | 11:05              |                    |  |
|  |                                     |                                               |                                     |                        |                       |                          |                          |                          |  | The Nightmare Sisters | The Nightmare Sisters | 11:05              |                    |  |
|  |                                     |                                               | Diamante e Ivelisse                 | Diamante e Ivelisse    | Pin                   |                          |                          |                          |  |                       |                       |                    |                    |  |
|  | 3                                   | Anna Jay y Tay Conti                          | Diamante e Ivelisse                 | Diamante e Ivelisse    | Pin                   | Pin                      |                          |                          |  |                       |                       |                    |                    |  |
|  | 3                                   | Anna Jay y Tay Conti                          |                                     |                        |                       |                          |                          |                          |  |                       |                       |                    |                    |  |
|  | 6                                   | Ariane Andrew y Nyla Rose                     | 8:45                                |                        |                       |                          |                          |                          |  |                       |                       |                    |                    |  |
|  | 6                                   | Ariane Andrew y Nyla Rose                     | 8:45                                |                        | Anna Jay y Tay Conti  | Anna Jay y Tay Conti     | 7:20                     |                          |  |                       |                       |                    |                    |  |
|  |                                     |                                               |                                     |                        | Anna Jay y Tay Conti  | Anna Jay y Tay Conti     | 7:20                     |                          |  |                       |                       |                    |                    |  |
|  |                                     |                                               | Diamante e Ivelisse                 | Diamante e Ivelisse    | Pin                   |                          |                          |                          |  |                       |                       |                    |                    |  |
|  | 7                                   | Dasha Gonzalez y Rachael Ellering             | Diamante e Ivelisse                 | Diamante e Ivelisse    | Pin                   | 10:15                    |                          |                          |  |                       |                       |                    |                    |  |
|  | 7                                   | Dasha Gonzalez y Rachael Ellering             |                                     |                        |                       |                          |                          |                          |  |                       |                       |                    |                    |  |
|  | 2                                   | Diamante e Ivelisse                           | Pin                                 |                        |                       |                          |                          |                          |  |                       |                       |                    |                    |  |
|  | 2                                   | Diamante e Ivelisse                           | Pin                                 |                        |                       |                          |                          |                          |  |                       |                       |                    |                    |  |
|  |                                     |                                               |                                     |                        |                       |                          |                          |                          |  |                       |                       |                    |                    |  |

## Detalle de las Luchas
Cuartos de finales:
- Lucha N°1: The Nightmare Sisters (Allie & Brandi Rhodes) (con Dustin Rhodes y QT Marshall) derrotaron a Mel y Penelope Ford (con Kip Sabian).
  - Rhodes cubrió a Mel después de un «Superkick».
- Lucha N°2: Anna Jay y Tay Conti derrotaron a Ariane Andrew y Nyla Rose (con Vickie Guerrero).
  - Conti cubrió a Andrew después de un «Neckbreaker» aplicada por Jay.
  - Después de la lucha, Rose atacó a Andrew, pero Conti salió a detenerlo.
- Lucha N°3: Big Swole y Lil' Swole derrotaron a Leva Bates y Rache Chanel (con Peter Avalon).
  - Swole cubrió a Bates después de un «Maniobra».
- Lucha N°4: Diamante e Ivelisse derrotaron a Dasha Gonzalez y Rachael Ellering.
  - Ivelisse cubrió a Ellering después de un «Canadian Destroyer».

Semifinal:
- Lucha N°5: The Nightmare Sisters (Allie & Brandi Rhodes) (con Dustin Rhodes y QT Marshall) derrotaron a Big Swole y Lil' Swole.
  - Allie cubrió a Swole después de un «Roll-up».
  - Durante la lucha, Dr. Britt Baker D.M.D. interfirió en contra de Big Swole.
- Lucha N°6: Diamante e Ivelisse derrotaron a Anna Jay y Tay Conti.
  - Diamante cubrió a Jay después de un «Cutter».

Final:
- Lucha N°7: Diamante e Ivelisse derrotaron a The Nightmare Sisters (Allie & Brandi Rhodes) (con Dustin Rhodes y QT Marshall).
  - Diamante cubrió a Allie después de un «Cutter».
  - Durante la lucha, Marshall interfirió a favor de las Sisters.

## Personal de transmisión
| Nombre         | Nombre real       | Función                         |
| -------------- | ----------------- | ------------------------------- |
| Dasha Gonzalez | Dasha Gonzalez    | Entrevistadora tras bastidores. |
| Madusa         | Michael Coulthard | Introducción del torneo.        |
| Shaul Guerrero | Shaul Rehwoldt    | Anunciadora del ring            |
| Tony Schiavone | Noah Schiavone    | Comentarista.                   |
| Veda Scott     | Lindsey Kerecz    | Comentarista.                   |